# Северна Европа
Северна Европа је географска регија која обухвата 11,9% укупне површине Европе, односно 1.258.100 km². На овом простору живи око 23,9 милиона становника, што чини 3,4% укупне европске популације.
Захвата Скандинавско полуострво, полуострво Јиланд и острво Исланд.

## Физичко-географске одлике

### Одлике
Изузимајући Исланд, подручје северне Европе је део најстаријег копна Европе. Такозвани Финско-скандинавски или Балтички штит.
У средишњем делу штит је улегнут где је Балтичко море, а издиже се на западном делу Скандинавског полуострва где су Скандинавске планине, које се пружају у дужини од 1700 km. Источне падине тих планина степенасто прелазе у бреговит и низијски рељеф просечен долинама бројних река и језерским котлинама. Уз Балтичко море простиру се приобалне низије.
У прошлости је радом ледника цео простор уравњен, снижен и избраздан ледничким долинама, којима се сада реке спуштају ка морима. Морски заливи, који су потопљене долине некадашњих ледника, сада су карактеристика за северни део Скандинавског полуострва и називамо их фјордови. Ови заливи су дугачки са стрмим обалама.
Планински платои, огољене планинске висоравни називају се фјелдови. Ова регија има доста језера.
Исланд се разликује од осталог дела северне Европе. Настао је вулканском активношћу и на њему се налази велики број активних и угашених вулкана. Узевши у обзир географску ширину и надморску висину, острво је већим делом године под ледом и зато се за Исланд још каже и да је „острво леда и ватре”.
У средњој и јужној Шведској налазе се плодне низије.

### Клима
Клима је оштра континентална, уз обале океанска, субполарна и на крајњем северу поларна.
Северна Европа је по географској ширини од 55° до 71°. По томе видимо да крајњи северни делови улазе у хладни топлотни појас. У тим регијама се током године смењују поларни дан и поларна ноћ.
Ову климу ублажава утицај Голфске струје. Топла морска вода, која се креће дуж западних обала Скандинавског полуострва, греје воде Норвешког мора и ваздух изнад њега, као и јужне обале Исланда.

### Хидрографија
Скандинавске планине имају велику количину падавина, снега и леда који се у току пролећа и лета отапају, тако да велики број река има одговарајућу количину воде током целе године и реке имају велики енергетски потенцијал који је добро искоришћен. Електрична енергија се добија углавном у хидроелектранама, а Норвешка је успела да свих 100% електричне енергије добије овим путем.
Ову регију одликују хиљаде финских и шведских ледничких језера и кратке слаповите шведске и норвешке реке.

### Флора
Поред хидроенергије, највеће природно богатство овог дела Европе су шуме. Природна вегетација четинарских шума (тајги) је сачувана. На Исланду и у Данској шуме заузимају мању површину него на Скандинавском полуострву.
Такође, ту су листопадне шуме у Данској, затим четинарске шуме у Шведској, које покривају више од половине истоимене државе.
Обрадивих површина је мало, са изузетком Данске, у којој је више од пола обрадивих површина.

## Под леденим покривачем
У Скандинавским планинама постоје ледници укупне површине око 5000 km². То је само делић леденог покривача из леденог доба. За време леденог доба ниво мора је био 120 m нижи од данашњег. Вода је била заробљена у великом леденом покривачу под којим су били северни делови Америке и Евроазије, укључујући и Северну Европу.

## Друштвено-географске одлике

### Становништво
У овој регији живи око 23,9 милиона становника, што чини 3,4% европског становништва.
Становништво чини германска раса људи, који воде порекло од старих Викинга (Исланђани, Данци, Швеђани и Норвежани), као и Фарани (становници Фарских острва) и угро-финска група народа, монголског порекла (Финци).
Језици скандинавских народа су слични: Швеђани, Норвежани и Данци се могу споразумевати без преводиоца.
На истоку Скандинавије живе Финци, а на крајњем северу Сами (тзв. Лапонци), који припадају угро-финској групи уралске породице народа. Сами су народ који насељава област Лапонију, која обухвата крајњи север Норвешке, Шведске и Финске.
Становништво Северне Европе распоређено је углавном јужније од 60′N, а северније (у југозападној и северној Норвешкој, источној Шведској и западној Финској) само дуж морских обала, због голфске струје.

### Народи
Северну Европу настањују следећи народи.
- 1. Германи - Данци, Норвежани, Швеђани, Исланђани, Фарерци
- 2. Угро-Финци - Финци, Лапонци (Сами)

Остале мањине чине подгрупе Квенси, Торнедалци, Шумски Финци, Ингерманландијци и Колски Норвежани.

### Религија
Сви народи Северне Европе су већином протестанти.

### Животни стандард
Становници имају веома висок животни стандард, чак највиши у целој Европи, који почива не само на природним богатствима земље него и на њиховој великој радиности и култури. Деца имају одличне услове за развој, а настава и књиге у основној школи су бесплатне. Жене су равноправније са мушкарцима него било где у свету. Сви становници имају квалитетно и јефтино здравство, дечји додатак, надокнаде за боловање и помоћ за незапослене. Већина Швеђана престаје да ради са 65 година и одлази у пензију. Од суме коју месечно добијају на име пензије они могу пристојно да живе. Такву сигурност држава обезбеђује високим порезима (сви запослени скоро једну трећину својих зарада дају за порез).

## Економско-географске одлике

### Природни ресурси

#### Водени ресурси
Западни ветрови са Атлантика доносе Скандинавским планинама велике количине влаге.
Реке пружају велике могућности за производњу електричне енергије (имају велики хидроенергетски потенцијал). На њима су подигнуте бројне хидроелектране, па су земље Северне Европе по производњи електричне енергије по становнику у самом светском врху. У Норвешкој, на пример, хидроелектране произведу сву електричну енергију потребну тој земљи.
Некадашњи покретни лед еродирао је подлогу и издубио котлине у којима су данас многобројна језера, нарочито у Финској и Шведској. Финска је земља са највише језера на свету.

#### Шумски ресурси
Својим крајњим северним делом, Северна Европа залази у зону тундре. Највећим делом простире се у умереном појасу, у природној зони тајге, која ка југу прелази у зону мешовитих листопадних шума. Око 43% укупне површине Скандинавије покривају шуме. Финска и Шведска спадају у земље света које су најпокривеније шумама. Шумски покривач Северне Европе је стабилан. Не смањује се захваљујући планинском пошумљавању, али га угрожавају киселе кише (нарочито у Норвешкој) које доносе ветрови са простора западноевропских земаља и Немачке.

#### Земљишни ресурси
У целини гледано, земље Северне Европе оскудевају у земљишним ресурсима. Највећи део земљишта покривају шуме, а знатан удео има и неплодно земљиште тундре. Обрадиво земљиште заузима само мали део територије Северне Европе. Изузетак је Данска, са 55% територије на којој се налази обрадиво земљиште. Плодно земљиште је њен главни природни ресурс.

#### Морски ресурси
Северни Атлантик је богат рибом. Највећи природни значај имају: бакалар, харинга и скуша. Међутим, због све већег броја рибарских флота дошло је до прекомерног лова, па се количина тих риба знатно смањила. Све је већи удео рибе која се узгаја у морским рибњацима (на пример лосос). Норвешка, Исланд и Данска су главне рибарске земље Северне Европе. По улову рибе (прерачунато по глави становника) те земље су прве у свету.

#### Геотермални ресурси
Због вулканске активности на Исланду су вреле, подземне воде близу површине Земље (440 m - 2400 m). Помоћу вештачких бушотина врела вода се доводи на површину, а онда и у станове у Рејкјавику. Та топлота из Земљине унутрашњости претвара се у електричну енергију у посебним електранама које се називају геотермалне електране. Огромне количине подземне вреле воде су право природно богатство – геотермални ресурс Исланда.

#### Минерални ресурси
Северна Европа нема много чврстих горива, али зато поседује велике резерве нафте и природног гаса које леже испод дна Северног мора. Осим нафте и гаса, Северна Европа поседује знатне резерве руда метала и неметала. На првом месту су руде гвожђа и цинк-оловне руде (Шведска). Посебан значај има руда титана (Норвешка), који се користи у техници и радиоактивног урана (Шведска), који се користи као гориво у нуклеарним електранама.

### Привреда
Скандинавске земље имају видан удео у светској привреди. Оне ваде гвоздену руду, производе резану грађу, целулозу и новински папир више него Немачка, Велика Британија и Француска заједно. На сличан начин могла би се упоредити и производња челика и електричне енергије, као и величина морске флоте. Некада извознице сировина и полупроизвода, земље Северне Европе данас износе на светско тржиште квалитетне, познате индустријске производе: машине, возила, бродове, мобилне телефоне, хемијске производе и др. У 19. веку су убрајане међу сиромашне европске земље, данас спадају у групу високоразвијених индустријских земаља.

## Државе
- Исланд
- Данска
- Норвешка
- Шведска
- Финска